# サンバ (ブラジル)

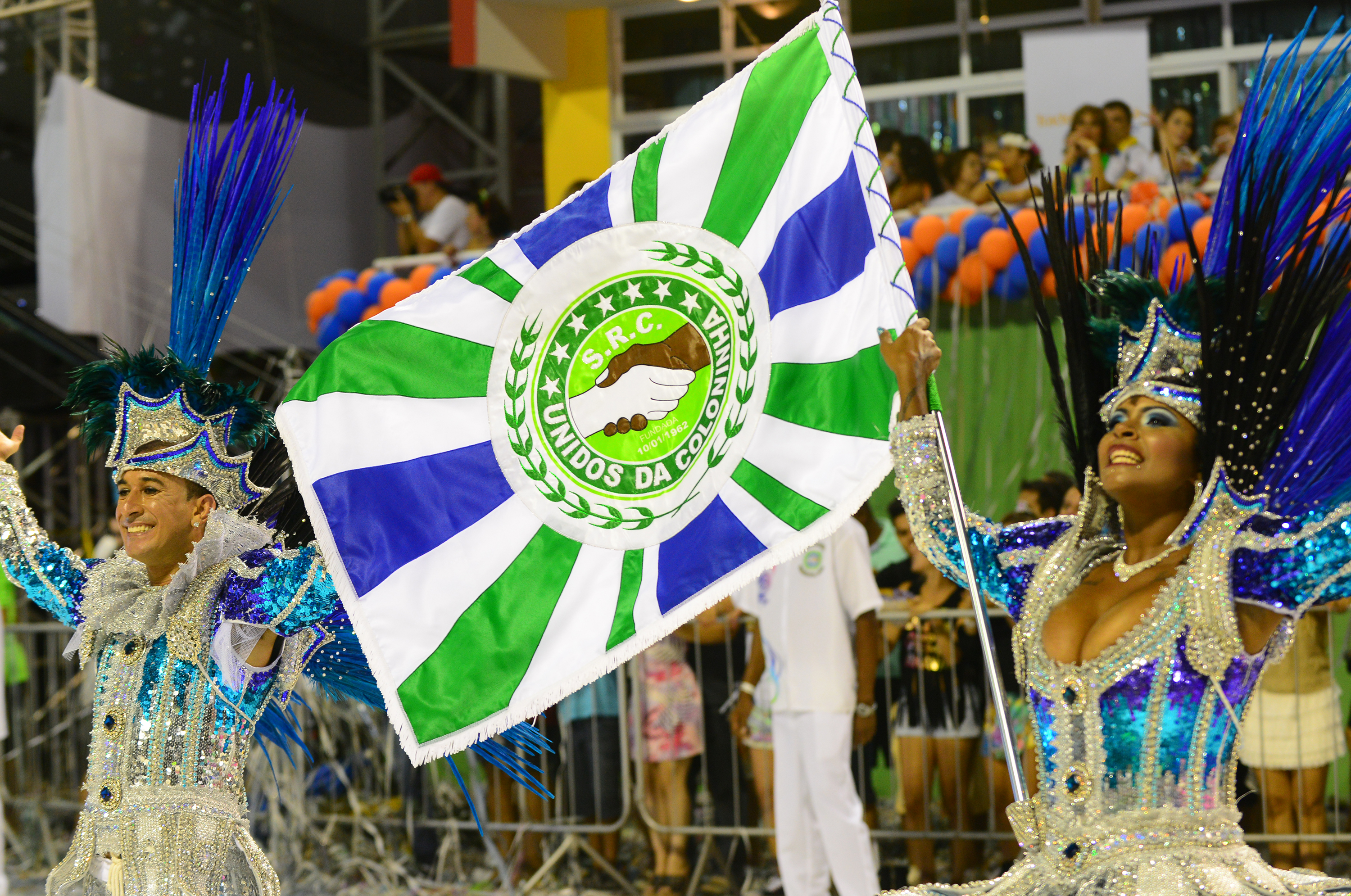
サンバ・カーニバルの一例

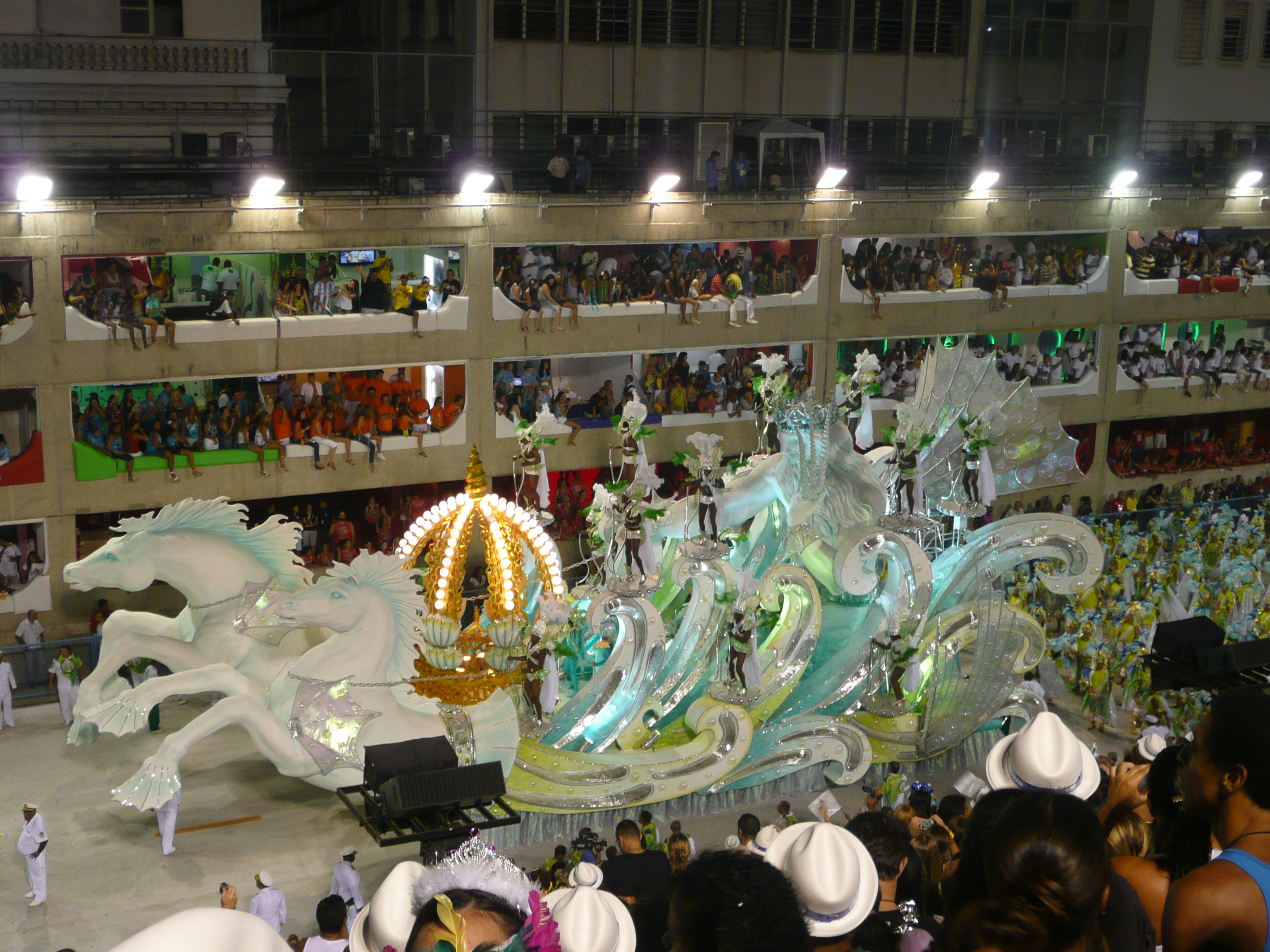
サンバ・カーニバルの一例

サンバ（Samba）は、ブラジルの代表的な音楽（ブラジル音楽）の一つである。アフリカ人奴隷が持ち込んだ文化にルーツを持ち、音楽のみならずダンスなどを含んだ複合的なブラジルの大衆文化であり、ブラジルの国民文化として知られる。

## 概要
西洋音楽に於ける音楽理論の拍子という概念でサンバという音楽を解釈すると、4分の2拍子となる。ダンス音楽であり、19世紀の終わりごろ、ブラジル北東部の港町、バイーア（現在のサルバドール）で生まれた音楽がサンバの源流となった。当時のバイーアは、奴隷貿易によってアフリカから連れて来られた黒人が荷揚されて保管・販売された場所であり、源流となった音楽は彼らの間で誕生したと言われている。
その後、リオ・デ・ジャネイロ（以下リオ）において、バイーアから移住したアフリカ系黒人の奴隷労働者たちが持ち込んだ、Batucada（バトゥカーダ、アフリカ音楽の影響を受けたブラジルの打楽器のみの構成によるサンバ）などの音楽をもとに、ショーロやルンドゥーなどの要素がとりこまれ、1910年代にサンバという音楽が確立し、1930年代に普及と隆盛を迎え、ブラジルを代表する音楽ジャンルとなった。
また、ラテン音楽の一つに分類されるものの、ブラジルは中南米で唯一ポルトガル語を公用語とする国であり、また使用する楽器もサルサやマンボなどのラテン音楽の楽器とは異なるものが多いので、正確にはラテン音楽には入らないという意見もある。

## 詳細
もともとは黒人を中心とする「奴隷労働者階級の音楽」ゆえに、歌われる内容といえば、生活そのものを題材としたもの、人種差別や政治体制への批判などが中心であったが、後に白人を中心に比較的穏やかなリズムで叙情的な内容も歌われる、Samba Canção（サンバ・カンサゥン）なども生まれた。この時期にはサンバ・カンサゥンの女王と呼ばれる大歌手であるエリゼッチ・カルドーゾも現れている。サンバ・カンサゥンはさらに発展し、1950年代後半から1960年代前半には、アメリカの音楽などの影響を受けた中産階級の若者たちを中心に、リズムをさらにシンプルにし、叙情的な歌詞をのせて歌うサンバ・ボサノヴァ (Samba Bossa Nova)が成立し、流行をみせた。また1960年代から1970年代にかけては、リオデジャネイロの黒人文化だったモーホのサンバが再発見され、受入れられていった。1980年代には、数人編成で演奏するスタイルPagode（パゴーヂ）が成立。大規模なカルナヴァル（カーニバル）のサンバに対して、パゴーヂの個人パーティー的で周囲の皆で共に合唱できる気軽さが受け、大流行している。
なお、サンバは多岐にわたり、細かいものを含めるとリズムやスタイルは100を越えるといわれ、それぞれに名称がつけられている。

### ダンスとしてのサンバ

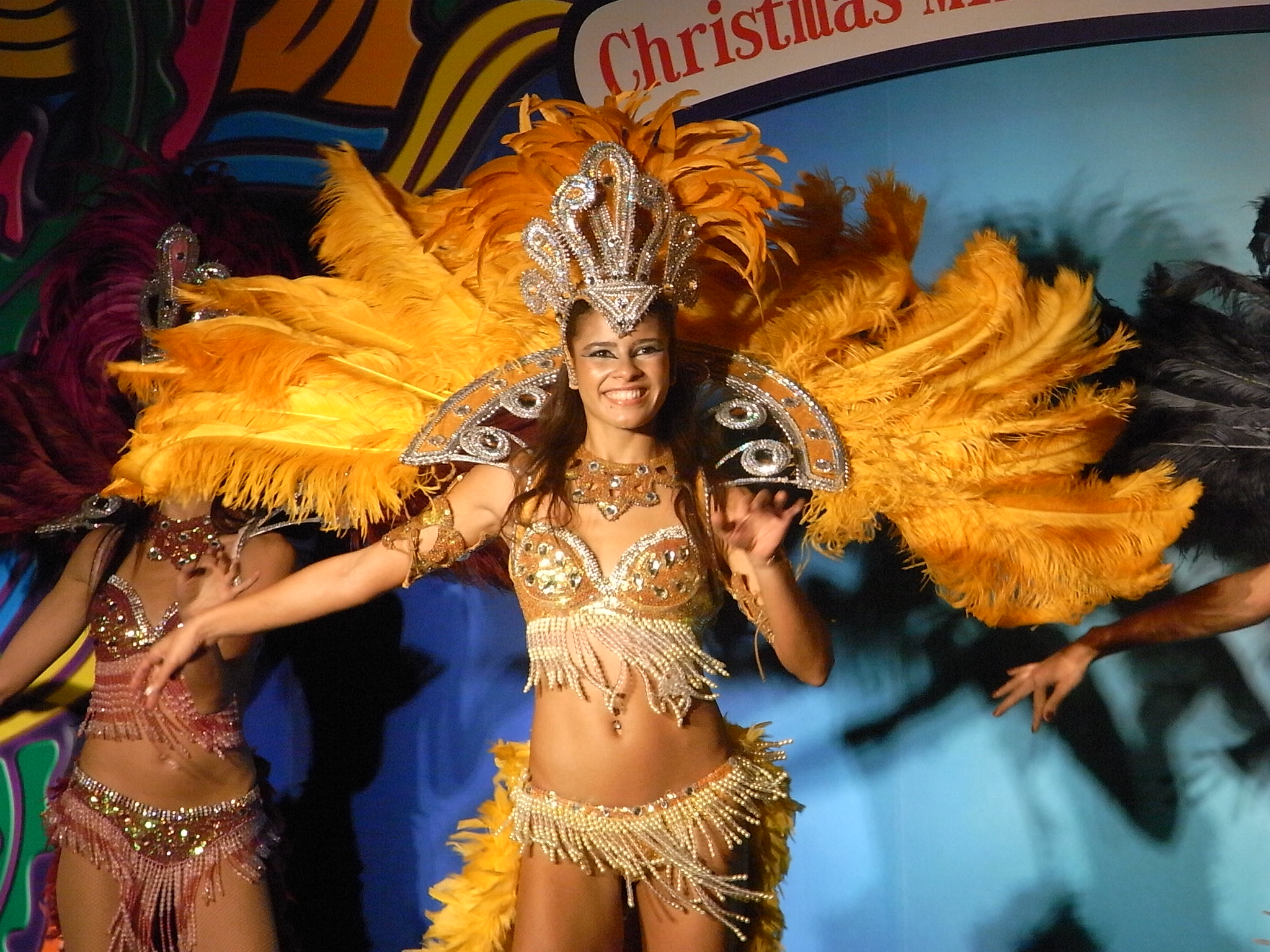
女性ダンサー

上記の通り、サンバは17世紀に、バイーアに住んでいたアフリカ人奴隷の踊りが元となっている。その後、楽器や音楽だけでなく言語や特定の詩の形式といったポルトガルの文化的要素が融合し、リズムや踊り方が変化した。音楽を演奏しながら周りで手を叩きながら輪を作って踊り、交代で人が中に入って踊る。これをSamba de Roda（サンバ・ジ・ホーダ、サンバの輪)といい、アフリカ系ブラジル人の地域的大衆文化の一大要素へと発展した。バイーアからリオへ人々が移住するとともに、サンバ・ジ・ホーダは、20世紀のブラジルの国家的アイデンティティーの最大のシンボルとなった都会のサンバの進化にも影響を与えた。
ポルカやマズルカといったヨーロッパの舞曲とアフリカ人奴隷の持ち込んだダンスであるルンドゥーの影響を受けて、19世紀にリオデジャネイロで生まれたマシーシェの存在もまたサンバのダンスに強く影響している。
サンバの踊り方は足や腰の動きを基本とし、ほとんど即興である。Bantu（バントゥー系民族）の影響であるUmbigada（ウンビガーダ）と呼ばれる、へそをくっつけあうような踊りがサンバのルーツの一つと言われる。またサンバ・ジ・ホーダにはMiudinho（ミウジーニョ）という男性が細かくステップを踏む独特な踊りもある。これらがショーロやルンドゥーなどと混ざり合い、現在のサンバと発展してきた。
現代のサンバショーにおける振り付け（コレオグラフィー）は現代的かつ欧米のダンスショーの形式を取り入れたものであるが、基本的に即興の踊りがサンバの中心であり、またその醍醐味であるとされる。したがってサンバパレードにおけるダンスはサンバ・ノ・ペという、いわゆるサンバステップをもとに様々なバリエーションを個人個人が表現することが本来のサンバのダンスといわれている。またサンバパレードにおけるサンバステップに長けたソロダンサーはPassista（パシスタ）と呼ばれ、カルナヴァルにおいても特に重要な要素であるとされる。
また、サンバはカルナヴァルだけでなく、サロンやダンスホールで行われるペアダンスもある。ただし同じペアダンスでも、社交ダンスや競技ダンスのサンバとはまったく異なる。なお、ブラジルにおけるサンバのペアダンスは、Samba de Gafieira（日本での略称はガフィエイラ、ガフィエラ、ブラジル本国ではサンバ）といわれる。

### カーニバルのサンバ
ブラジルの各都市で行われるカルナヴァルでは、毎年、Escola de Samba（エスコーラ・ジ・サンバ（略してエスコーラ）というチーム単位で順位、優勝を競い合う。

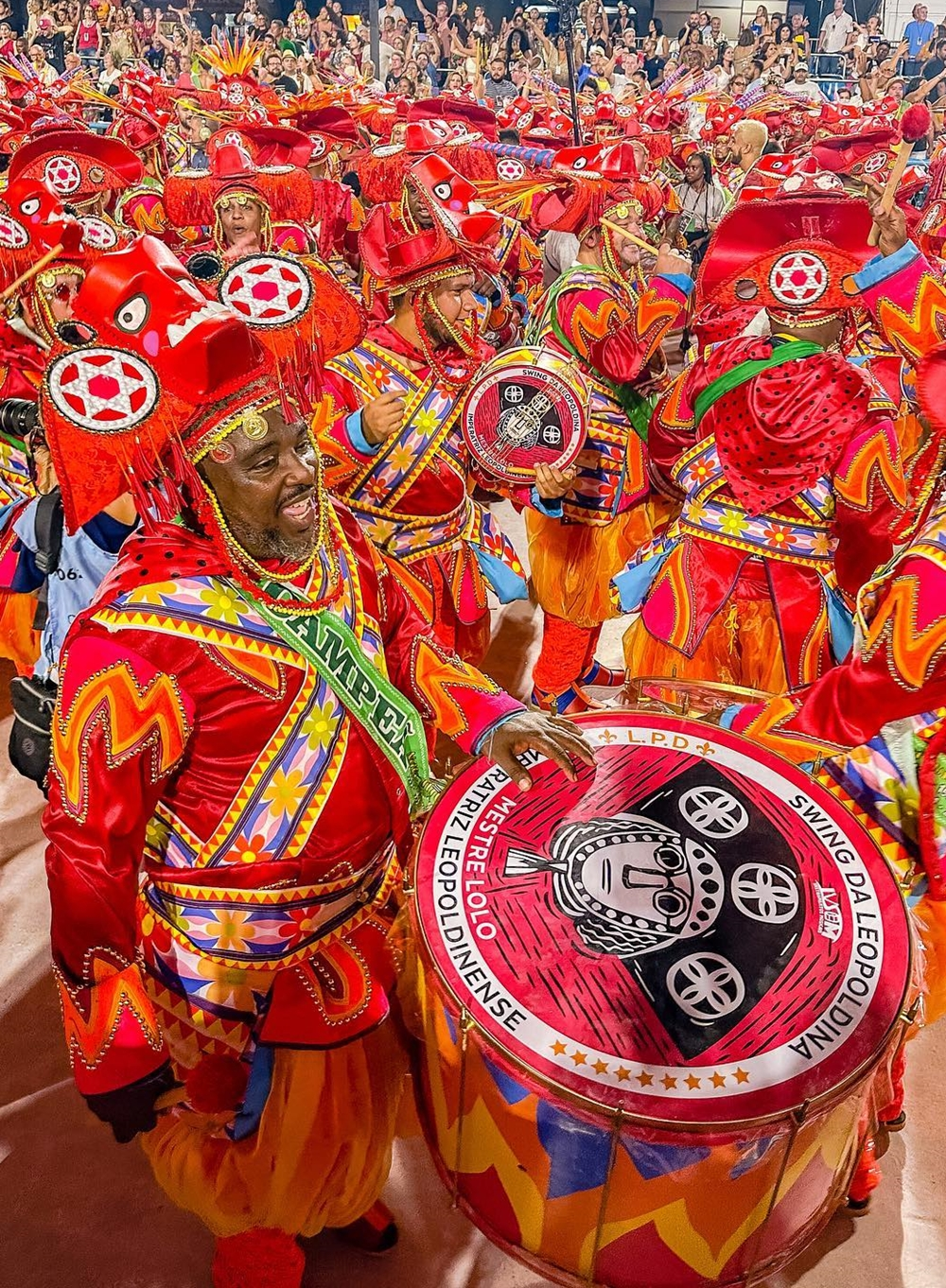
リオのカーニバルのバテリア。

各エスコーラは、カルナヴァルが終るとすぐに翌年のテーマ（エンヘード＝物語）を決め、それに添ってシノープス（台本）が作られ、曲や歌詞の作成を行い、どの曲が相応しいかエスコーラ内でコンテストして、それが決定するとカルナヴァレスコ（パレードの総合監督、舞台監督のような人やチーム）によってアーラ（グループダンス）やアレゴリア（山車）の数を決め、それらのファンタジア（衣装）などをデザインする。曲が決定すると、クアドラという練習会場で、Bateria（バテリーア、日本ではバテリアとも）という打楽器隊によって練習が繰り返され、そこでダンスも練習する。
毎年、これによってサンバ・パレードが繰り広げられ、パレードの審査を行うコンテストによって順位が決定される。中には数千人が参加するエスコーラも存在する。これは競争社会のピラミッド構造となっており、上からグルーポ・エスペシアゥ（特別グループ）、グルーポA～Dと続く。サッカーと同じくそのグループで最下位となれば翌年は下位のグループに格下げとなる。そのかわりに下位のグループで優勝すれば翌年は上位のグループに昇格しそこでまた競うことになる。これらの大規模なパレードはかつてはその都市のメインストリートで行われていたのだが、1983年にリオデジャネイロにおいてサンボードロモ・ダ・マルケス・ジ・サプカイが建設されて以降、大都市では次々と専用スタジアムであるサンボードロモが建設され、ここでパレードが行われることとなった。
なおエスコーラ・ジ・サンバは直訳すればサンバの学校という意味だが、もともと学校の近くで始めたということから洒落でつけられたものである。そのため指導者は存在するが先生や生徒が存在するわけではなく、先生が生徒に教えるという性格の学校や教室などとは異なる、どちらかというと地域に根ざしたリクリエーション団体という性格が強くい。現在リオのカーニバルに出場するエスコーラは基本的にGrêmio Recreativo Escola de Samba（グレーミオ・ヘクヘアーチヴォ・エスコーラ・ジ・サンバ（略称：G.R.E.S.）と称されるが、これは1935年、リオデジャネイロにおいてサンバが合法化された当時のリオデジャネイロ市長であったペドロ・エルネストが考案したものが由来である。
ただし、近年のカーニバルはあまりにも観光的・商業的になり、またエスコーラが麻薬や賭博など犯罪組織の温床ともなっていることなどから、エスコーラから離れたり、また距離をおくサンバのミュージシャンも多い。そのような昔のサンバを知る人は「昔のサンバはよかった」というのが口癖となっている。またそれらの人々はエスコーラなどの組織を離れて、それより比較的自由なブロコ・カルナヴァレスコ（略称：B.C.ブロコはブロック、つまり塊りの意、カルナヴァレスコはカーニバルが好きな人などと訳す）を結成したり移る場合がある。ブロコはサンボードロモではパレードせずエスコーラのようなコンテストとは無縁であり、リオ・ブランコ通りなど街中でパレードし、比較的庶民的で地元と密着しているのが特徴的である。しかしブロコといっても人数的にはエスコーラのように数千人規模のものも存在する。
サンバは貧しい黒人のもの、という偏見もある。この傾向は日系ブラジル人の一世が特に多いといわれる。またブラジル人の中にもサンバが苦手な人や興味のない人も多く、そういう人たちは、カーニバルの時期になると喧噪から離れるようにリゾート地へ行くことも多い。
また、サンバをやっている人を総称してSambista（サンビスタ）というが、日本ではサンバチームで活動している人を中心に、何らかの形でサンバに関わっている人すべてをそう呼ぶ場合がある。つまりサンバはやっているがサンバの曲や演奏方法の違い、またバテリアの構成や人数編成などを知らない人をも広義でサンビスタと呼ぶことも多い。しかしこれは適切ではない。あくまでもサンバが好きで好きでたまらず、サンバについてよく理解し、損得勘定関係なく身体の髄からサンバが沁みこんでいるような人のみを指して、Sambistaと呼ぶのが正しいとされる。これに対し金の為にサンバをやっている人や、サンバをよく知らないのにサンバをやっている人をSambeiro（サンベイロ）と呼び卑下する場合もある。

## サンバの背景と歴史

### 移民と奴隷
1500年にポルトガルによってブラジルが“発見”されて以降、ポルトガルはアフリカ西海岸を中継地とし、アンゴラやベニン、コンゴ、モザンビークを植民地とし、そうした種族の異なるアフリカ人奴隷をブラジルに連れて行った。当時ブラジルは未開発の地であったため、そうした奴隷の労働力を欲していた。したがって同じアフリカ人でも言語や習慣も異なった種族がブラジルで出会った。当初彼らのある部族が違う部族をポルトガル人に“売った”こともある。また当時は違う部族同士で敵対するなどもあった。
なお、1815年にはウィーン会議で、ようやく奴隷貿易が禁止決定がされたが、奴隷制度そのものを廃止したわけではなかった。

### アフロ・ブラジレイロ文化の開花
1700年当時には“Zamba”、“Zambo”、“Zambra”、“Semba”と呼ばれる、奴隷達の娯楽音楽がすでにあったと記録されている。この頃から次第に違う部族同士がポルトガル語を強要され、また生活を共にすることから、その対立が融和されていった。
アンゴラの奴隷を中心としてカポエイラが生み出され当初、使用された楽器は打楽器の“タンボール”のみであったが、のちにアタバキ、ビリンバウ、パンデイロ（アラブ起源といわれる）、アゴゴなどが加わり、リズムの幅が豊かになった。
また植民地時代にはジョンゴ、マクレレ、タンボール・ジ・クリオゥラ、マシーシ、ルンドゥーやバトゥーキといった文化が黒人奴隷によって生み出されていった。打楽器演奏であるバトゥーキにあわせたダンスをウンビガーダ（ヘソ踊り）といい、ヘソをくっつけあうように腹をあわせて踊ったとされる。これらの文化は主にブラジル北東部、バイーア州やペルナンブーコ州を中心とした地域にやってきた、アンゴラ、コンゴ、奴隷海岸などの西アフリカやモザンビーク出身の黒人奴隷により持ち込まれた。カトリック教会や白人支配層による圧力や制限の中で黒人奴隷社会の内部で実践されていた。

### サンバの誕生とカルナヴァル
“Samba”という名称が初めて明らかになったのは、1838年にカトリック教会のLopes Gama神父が“Samba d'almocreve”と称して、奴隷の文化として新聞に紹介したことによるものである。神父は黒人の文化だけでなくポルカやワルツ、ルンドゥー・カンサゥンといった白人の文化も紹介している。
当時、黒人達はウンビガーダが禁止されたことで、名称をサンバと変えただけで、その踊りのスタイルもほとんど同じで続けていたという。この神父のレポートによって多くの民俗学者が注目、これらは今日でも論文や調査報告となって残っている。時代を経ると、サンバは多様化し、サンバ・ルラゥ、サンバ・ジ・ホーダ、サンバ・ドゥーロ、サンバ・レンソなど多くのリズムやスタイルが細分化していった。
カルナヴァル（カーニバル）は、ブラジルでもポルトガル人によって行われた。ドン・ペドロ2世も参加していたという。ただし当時のカルナヴァルは、カトリックによって粛々と行われるというイメージとは反し、宮殿内で水を掛け合うなどといった乱痴気騒ぎに近い祭りであったと記録されている。水は悪霊や災禍を追い払うという意味をもっていたためとされる。また一般市民も路上で、水だけでなく灰や小麦粉などもかけ合い、ルールもなにもなかった。したがって時として喧嘩に発展することも往々にしてあった。しかしそれも後にレモン水や香料を入れた水をかけるようになっていった。このように、カルナヴァルでは人種や年齢など関係なくすべての人々が楽しんだ。
1763年にはポルトガル政府によりサルヴァドール（バイーア）からリオデジャネイロ（以下リオと表記）へとブラジル植民地総督府が移転され、次第に黒人奴隷が多くリオデジャネイロ市内に流入するようになる。1800年代になると、カルナヴァルのシンボルとして“Rei Momo”（ヘイ・モモ、カーニバル王国の王様）が誕生。1850年に“ゼー・ペレイラ”というカルナヴァル伝説の男が誕生、ブロコ・コルドンィスといったグループが彼を讃えて行進した。しかし当時はまだ異なる人種同士が一緒にパレードすることはなかったといわれる。また、この頃には“タンボール”や“ボンボ”、“ザブンバ”といった楽器を使ってパレードを行うようになる。
1888年には奴隷制度が全廃。1902年にリオの都市整備計画が実行され、バイーアはじめペルナンブーコなど各地にいた奴隷たちがリオ市内に移住しはじめる。また現在のファヴェーラであるモーホ（丘）と呼ばれる居住区が形成されていった。

### バイアーナとドンガ
バイーア出身の女性（主におばさん）をバイアーナといい、現在カルナヴァルでのエスコーラのパレードには、バイアーナスというグループ隊列の存在が必須条件となっている。これはサンバのルーツを表していることに由来する。またエスコーラの中でもバイアーナたちは非常に重要なポジションである（なおエスコーラについてはエスコーラを参照）。
なぜならば、バイアーナは“サンバの母”といわれる存在であり、サンバを生み出した存在とされているからである。彼女達は“Tia”（おばさん）と呼ばれ、彼女たちが自宅でパーティーを開き、多くの人たちをもてなした。中でも有名なのはチア・シアータで、彼女の家にはジョアン・ダ・バイアーナ、エイトール・ドス・プラゼーレス、ピシンギーニャ、シニョー、そしてドンガといった、現在のサンバやショーロのルーツを築いたとされる人物が集まっていた。
当時、シニョーはボヘミアンだったが白人で英才教育も受けていたためか、他の参加者と少し異なり、エイトールやピシンギーニャ、またドンガを皮肉ったり、明らかに容姿などを軽蔑した曲を作ってカルナヴァルで発表した。また彼らも返す刀でシニョーを批判する曲を作った。エイトールは彼を自作曲を盗作したとして非難したりしている。またイズマエル・シルヴァは「ドンガの曲はサンバじゃなくマルシャだ」と言うと、ドンガも「イズマエルの曲はサンバじゃない」と批判した。イズマエルはカルトーラと不仲だったことも伝えられている。このように当時は個人攻撃や対立がそのエネルギーとなり曲作りを競い合っていた。シニョーは多くのライバルを批判したが、のちに政府の検閲制度を批判し警察に追われることにもなった。現在サンバは政府や社会を批判する一面を多く持っているが、もとをたどれば、この当時にその源流を垣間見ることができる。
この頃のカルナヴァルでは、まだサンバは主流ではなく、“マルシャ”や“マルシャ・ハンショ”など数多くのスタイルが乱雑に存在した。中でもマルシャは多くの作曲家による佳作が残されている。またドンガもシアータおばさんの家に出入りしていた。一般的に最初のサンバといわれる作品は、1916年12月16日登録、1917年発売のドンガ＆マウロ・ジ・アルメイダ作“ペロ・テレフォーニ”（“電話で”の意）といわれる。これには異論もある。
これに先立つ1911年にインストではあるが、“Em Casa da Baiana”が“Samba Partido Alto”という名目で発売されているほか、1912年に“Descascando o Pessoal”、1913年にはバイーア出身の歌手ジュリア・マルチンスによる“Viola Esta Magoada”、1914年に“Urubu Malandro”、1915年に“Samba”という名目でレコードが発売されていることによる。
またドンガの“電話で”が公式のサンバとされるまでに紆余曲折があった。当時は著作権の認識がまったくないため、ドンガは国営図書館に譜面を登録した際にサインをしなかった。しかしこの曲がラジオで流れてヒットすると、別の作曲家が自作曲だと主張した。今では、実際には多くの人の手が加えられて出来上がった曲だと考えられている。しかし当時は周囲の人たちがドンガを支持し、チア・シアータも彼からその曲を聞かされたとして証言した。そしてドンガが亡くなった後にドンガ作であると認められた。

### カルナヴァルの集団化
1920年、それぞれのCordaõ（コルダォン、集まり・グループ）が大きくなったことで、それぞれBloco（ブロコ、英語のブロック）と呼称するようになった。1928年にイズマエル・シルヴァやビジ、ニウトン・バストス、アルマンド・マルサルなどによって最初のエスコーラ・ジ・サンバ、デイシャ・ファラール（言わせておけ）が創立される。この頃より隣接する地区同士のブロコなどが大同団結し、次々とエスコーラが生まれていった。

### 普及と国民音楽化
1920年代に入ると、ブラジルで文化的なナショナリズムが勃興し、社会上層のエリートや文化人たちが自国の大衆文化を重視する傾向が強まって、それまで地方や社会下層で演奏されていた音楽が社会全体に受け入れられるようになった。1930年革命によって政権を握ったジェトゥリオ・ドルネレス・ヴァルガスはこの流れを推進し、国民文化の創出に力を注いだ。さらにこの時期にはヴァルガスの後押しによってラジオが急速に普及し、レコード産業もリオデジャネイロで大きく成長した。こうした中で、それまで首都リオデジャネイロで主に楽しまれていたサンバが、地元に基盤を置くレコード会社とラジオ局によって全国に素早く普及し、1930年代には他の音楽を抑えて国民音楽としての地位を確立した。またこれに伴い、この時期には対外的にもサンバがブラジルを代表する音楽と見なされるようになった。

### 60年代、70年代以降のサンバなど
1960年代にはサンバに、ソウル、R&B、ファンクなど他の黒人音楽のジャンルを融合する動きも出てきた。代表的なバンドには、バンダ・ブラック・リオがいた。その後、70年代にはジャルソン・キング・コンボ、90年代にはカルニーニョス・ブラウンらのファンキーなミュージシャンが登場した。

### パゴーヂ
日常において歌われるサンバをRoda de Samba（ホーダ・ジ・サンバ）、Pagode（パゴーヂ、パゴージ）という。昔はパゴーヂをホーダ・ジ・サンバといっていたが、1980年代に白人女性であるベッチ・カルヴァーリョが活躍し、カシーキ・ジ・ハモスというブロコ兼サンバ・コミュニティーで主となって活動するバンド、フンド・ジ・キンタウを自身のアルバムで紹介したことからパゴーヂと呼ばれることになった。語源は明らかではないがインドのサンスクリット語で寺院・仏塔を意味するPagoda（パゴダ）と言われている。
また、21世紀のブラジルでは、サンバのリズムをベースとしたポップスを差すひとつのジャンルとしてパゴーヂという呼称が使われることが一般的であり、もっともポピュラーな音楽のひとつとなっている。
2016年はサンバ誕生100周年とされ、ブラジルではこれを記念して記念列車の運行など様々なイベントが行われた。

### 年表
- 1763年　首都をサルバドール（バイーア）からリオデジャネイロへ遷都、黒人奴隷がリオへと流れていく。
- 1855年　パレードのカルナヴァレスコ（演出家）が登場。
- 1889年　カルナヴァルでシキーニャ・ゴンザーガ作のマルシャ・ハンショの第一号とされる“O Abre Alas”が発表される。Rancho(ハンショ)とは、カーニヴァルでマルシャやマシーシを演奏しながら練り歩く楽団のことで、管楽器、弦楽器、打楽器に歌というのが通常の編成だとされている。
- 1890年　奴隷制度が全廃。
- 1902年　リオ都市整備計画により、解放された2万5千人を越える黒人たちがリオへ流入。
- 1907年　カルナヴァルでアフォンソ・ペーナ大統領の車列がリオ・ブランコ通りをパレード、このことが大々的に報道されると、プロパガンダとして政府からカルナヴァルの予算が計上されるようになる。
- 1908年　6月18日、神戸港から笠戸丸がサントス港に到着。
- 1913年　Tenente do Diadoという集団が日本をテーマとした山車でパレード。
- 1911年　“Em Casa da Baiana”がレコードで発売。
- 1917年　“Pelo Telephone”がレコードで発売。
- 1920年　Cordaõと呼ばれる集団が大きくなり、Bloco（ブロコ）と呼ばれるようになる。
- 1928年　8月12日、最初のエスコーラ・ジ・サンバとされるDeixa Falarが創立。
- 1930年　1月1日、サンパウロではVai-Vaiがエスコーラとして登録。
- 1932年　公式に初のカルナヴァルが開催され、5チームが出場、プラッサ11（オンゼ）から出発した。
- 1938年　4月28日、Mangueiraがエスコーラとして1928年4月28日に創立したとの証書を登録。
- 1978年　8月25日、Portelaがエスコーラとして1926年4月11日に創立したとの証書を登録。

## サンバのジャンル
- パルチード・アルト（Partido alto）
- パゴーヂ（Pagode）
- サンバ・エンヘード（Samba Enredo）
- サンバ・ホッキ（Samba Rock）

## サンバで使用される主な楽器
サンバで使用される主な楽器
- パンデイロ
- スルド
- タンボリン
- クイーカ
- ガンザ
- カヴァキーニョ

サンバの演奏形式毎に、使用される楽器は異なる。
- パンデイロ（Pandeiro）
- スルド（Surdo）
- ヘピーキ / ヘピニキ（Repique / Repinique）
- カイシャ（Caixa）
- タンボリン（Tamborim）
- ガンザ（Ganzá）
- アゴゴ（Agogô）
- クイーカ（Cuíca）
- カヴァキーニョ（Cavaquinho）
- ヴィオラォン（Violão）
- 7弦ギター（Violão de 7 cordas）

## 日本におけるサンバ
日本では、戦前にタンゴ、戦後にマンボ、ルンバ、チャチャチャなどのラテン音楽が紹介され、昭和20〜30年代にラテン歌謡が流行した。しかしブラジルが南米で唯一のポルトガル語圏であること、ブラジルへの渡航距離や高額な費用などの理由により、サンバはあまりきちんとした形で紹介されたことはなかった。なお、日本の歌謡曲には「白い蝶のサンバ」や「お嫁サンバ」、「てんとう虫のサンバ」や「マツケンサンバ」などと、タイトルにサンバと明記される曲もあるが、曲調やメロディ、リズムなどの点でブラジルのサンバとは大きく異なる。場合によってはマンボやルンバのリズムや曲調のものもある。これは日本にラテン音楽が紹介された時にそれらがすべて混同されて、そのイメージが現在にも影響しているといわれる。
日本でサンバのイメージが定着し始めたのは、1960年公開のブラジル・フランス合作映画「Orfeu Negro（黒いオルフェ）」（マルセル・カミュ監督）以降といわれる。この映画の音楽はボサノヴァが中心だったが、リオのカーニバルという世界屈指の舞踏イベントも映画を通じて日本に知られ、サンバとボサノヴァの境界の曖昧さもあり、サンバも一緒に日本に知られるきっかけとなった。1960年代前半に世界を席巻したボサノヴァ・ブームの最中、ボサノヴァ興隆の祖であるスタン・ゲッツがアルバム「ジャズ・サンバ」を発表するなど両ジャンルの親和性に好意的なジャズ・プレーヤーが次々とサンバも日本に伝播させていく。
渡辺貞夫ら一部の日本人ジャズ・ミュージシャンもボサノヴァを演奏することが増え、合わせてサンバも紹介されていった。その後70年～80年代にかけてサンバのレコードが日本でも発売されるようになり、一部の熱心な音楽ファンによってリスナーが増えた。1969年に長谷川きよしが「別れのサンバ」という曲をレコーディングして小ヒットさせた。
1982年には、NHKの『おかあさんといっしょ』でサンバのリズムを持った子供の歌「すずめがサンバ」が放送された。
南青山にある「プラッサ11（オンゼ）」は、日本における最初のサンバハウス（サンバ演奏がライブで聴けるバー、レストラン）といわれ、これまでに多くのブラジル人ミュージシャンや日本人によるサンババンドが演奏し、他にもサッシペレレなど複数の店舗がサンバが聴ける店として存在している。
1980年代には、神戸まつりなど日本各地のイベントでブラジルのカーニバルを模倣したパレード形態のサンバが存在し、1981年に浅草で始まった浅草サンバカーニバルを筆頭に、静岡のシズオカ・サンバカーニバル（5月）、神戸の神戸まつり（5月）、沖縄の沖縄サンバカーニバル（11月）など、多くの地域でサンバイベントが行われている。1982年にはアルシオーネの楽曲「愛のサンバは永遠に」を伊藤愛子が日本語詞で歌唱し紹介した。

## 代表的サンバ・ミュージシャン
- カルトーラ（Cartola）
- ネルソン・カヴァキーニョ（Nelson Cavaquinho）
- ノエル・ホーザ（Noel Rosa）
- アリ・バホーゾ（Ary Barroso）
- カルメン・ミランダ（Carmen Miranda）
- アルシオーネ（アウシオーニ）（Alcione）
- パウリーニョ・ダ・ヴィオラ（Paulinho da Viola）
- マルチーニョ・ダ・ヴィラ（Martinho da Vila）
- ベッチ・カルヴァーリョ（Beth Carvalho）
- カンデイア（Candeia）
- ゼカ・パゴジーニョ（Zeca Pagodinho）
- フンド・ジ・キンタウ（Fundo de Quintal）

なお、発生時のボサノヴァはサンバ・カンサゥンから派生したサンバの変種であり、一部のボサノヴァ・ミュージシャンをサンバ・ミュージシャンと捉える観点もある。詳しくはボサノヴァの項を参照。